# Johann Bernhard Schultz

Berlin-Plan 1688

Johann Bernhard Schultz (* 3. Oktober 1627 in Berlin; † 6. November 1694 in Berlin) war ein Ingenieur, Medailleur und Kartograf.

## Leben und Wirken
Johann Bernhard Schultz, ein Sohn des Bernhard Schulz in Berlin,
wurde dort 1677 als Amtskammeringenieur und Landmesser erwähnt. 1693 war er auf der Baustelle in Friedrichstadt tätig.
Johann Bernhard Schultz schuf Vorlagen für verschiedene Münzen und Medaillen für die brandenburgischen Kurfürsten Friedrich Wilhelm und Friedrich III., auch eine für Fürst Johann Georg II. von Anhalt-Dessau. Er signierte meist mit IBS, auch mit SCHULTZ.

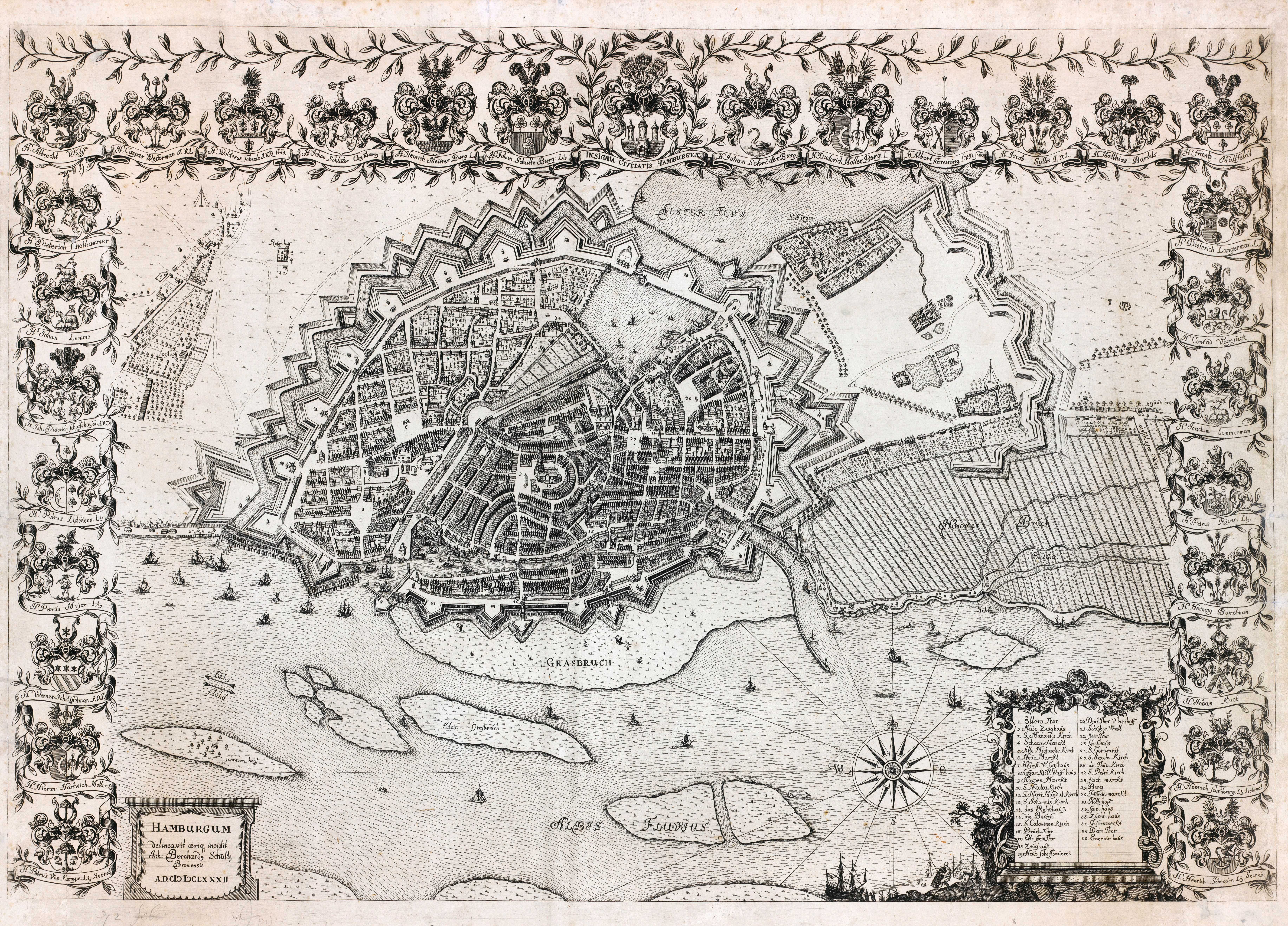
Hamburgum 1682

Seine bedeutendsten Werke sind Perspektivpläne von Hamburg und Berlin, die zu den ältesten dieser Städte gehören und durch ihre hohe Detailgenauigkeit wertvolle Informationen über deren baulichen Zustand in dieser Zeit geben.
- Hamburgum. Hamburg 1682 (Digitalisat Universitätsbibliothek Hamburg).
- Residentia Electoralis Brandenburgica (Die kurbrandenburgische Residenzstadt (Berlin)), 1688, leicht ergänzte Fassung 1693